# 구레 도모후사
구레 도모후사(일본어: 呉智英, 1949년 9월 19일~)는 일본의 만화평론가이다. 현재 일본 망가학회회장을 역임하고 있다. 구레 도모후사는 필명으로 본명은 신자키 사토시(新崎 智)이다.

## 이력
와세다 대학교 법학부 졸업. 학생시절에는 신좌익의 일원으로 참가하여, 일본공산당의 당파성을 비판하는 활동을 했다. 등록금인상반대 파업등을 주도하다가 1969년 집행유예 판결을 받았다. 이후, 친구가 창업한 컴퓨터 회사등지의 근무를 거쳐 현재의 업인 평론에 입문한다.
1981년에 첫 단행본 저술인 《봉건주의, 그 논리와 정열》(나중에 《봉건주의자 가라사대》로 개칭)를 "정보센터 출판국"이라는 출판사에서 발행한다. 이 저술에서 그는 전후민주주의와 인권에 대한 반테제로서 그 모순을 비판하고 탈피하려고 하는 반동적인 내용을 주장하였다.
만화에도 조예가 깊어, 미즈키 시게루의 자료정리 아르바이트를 1970년부터 10년정도 맡았다. 1973년 잡지 가로 지상에서 《극화열선전》이라는 연재물을 개시하였고, 1986년에는 만화연구의 집대성으로서 《현대만화의 전체상》을 간행하였다. 출판정보지 다빈치(미디어 팩토리 사)에 만화광에 붙이는 약을 연재 중이다. 단, 순정만화(소녀만화)장르는 취향상 그다지 다루고 있지 않다.
논어와 성서를 애독하며, 이들 경전을 근거로 근대비판적 사상의 소스를 자주 얻고 있다. 1988년 도쿄 도내에서 논어에 대한 공개강좌를 후배 평론가인 아사바 미치아키의 부탁으로 월 2회 강의하였다.
니시 이케부쿠로에 오랫동안 거주하였으나, 1999년 부친의 간호때문에, 아이치 현으로 이사했다. 부친은 2006년에 사망하였으나, 현재도 아이치 현에 계속 거주 중이다.
그의 민주주의비판이 보수주의자들에게 미친 영향은 매우 지대하여 40대 평론가 중 가장 존경받는 지식인으로 평가받으며, 제자로서 아사바 미치아키외에 평론가 미야자키 데쓰야,민속학자 오쓰키 다카히로 등은 그의 제자이다.

## 잡다한 정보
- 한국에 관한 평론이나 칼럼도 기재하는데, 그 논조는 대부분 혐한적이다.
- 독신으로 안경을 쓴 여자(메가네코)가 취향이라고 한다. 당뇨를 앓고 있으며, 야구와 점성술을 싫어한다. 손목시계수집이 취미이다. 여성 작곡가겸 가수인 나카지마 미유키의 팬이다.
- 대머리로 대머리에 관한 모임에도 자주 참석하는 편이다.
- 학력 따지기를 좋아하여, 자주 즐겨 화제에 올린다. 본인은 와세다 대학출신이나, 동대출신은 대단하다라고 스스럼없이 인정하고 있다.
- 우익 만화가 코바야시 요시노리의 작품 《고마니즘 선언》에 등장하여 일반적인 인지도가 상승.
- 중국을 지나라고 불러야 한다고 줄곧 주장해왔다. 단, 출판사,방송가 쪽에서 지나라는 표현을 스스로 규제하기 때문에 저서나 매스컴에서 공공연히 표출되기는 어려우나, 공공에 노출되지 않는 발언에서는 서스럼없이 사용하고 있다. 최근 마이니치 신문 지상에서 지나라는 표현을 썼으나, 독자항의는 들어오지 않았다고 한다.
- 학생시절의 학생운동중 맡은 역할에 대해 군인으로 표현하면 대좌(대령)에 해당하는 직책이었다고 표현하고 있다. 당시 그의 모습은 작가인 미야자키 마나부의 작품 《돌파자》에 구체적으로 묘사되어 있다.
- 2006년 11월 26일 산케이 신문상에서 이지메 문제에 대해 "피해자가 원해서 죽는 바보같은 일이 있을 수 있는가? 죽어야 마땅한 쪽은 가해자쪽이다. 이지메로 고통받고 있는 이들이여 자살할 용기가 있다면 가해자에게 복수하라. 사형은 받지 않는다. 소년법이 너희들을 지켜줄 테니까"라는 글을 개제하여 물의를 일으켰다. 그는 "사형폐지, 복수제부활"이라는 주장을 평론 데뷔 이래 줄곧 주장해왔다.